# Historia militar de la Argentina

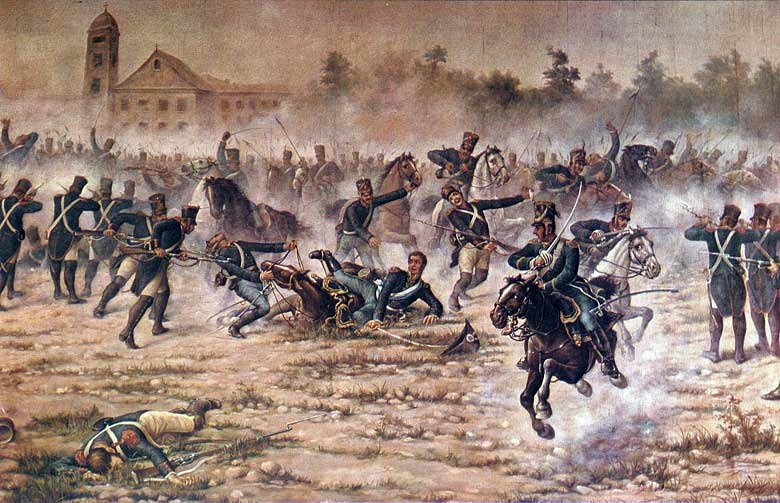
Combate de San Lorenzo, 3 de febrero de 1813.

La historia militar de la Argentina comprende los conflictos armados ocurridos en el territorio que actualmente pertenece a este país sudamericano, los ejércitos y su relación con el resto de la vida argentina.
El Ejército de las Provincias Unidas, creado por decreto de la Primera Junta del 29 de mayo de 1810, y guerrero en la Independencia, y la Guerra del Brasil, fue formado por el Ejército del Norte y el Ejército de los Andes. Hubo de ser absorbido por las autoridades provinciales durante las guerras civiles, y resurgió recién después de la batalla de Caseros. Pero tras la secesión del Estado de Buenos Aires se vieron dos ejércitos, uno en Buenos Aires y el otro en la Confederación. Después de la batalla de Pavón, el Ejército de Buenos Aires junto con elementos supervivientes de la Confederación constituyeron el Ejército Nacional, que se forjó en la guerra del Paraguay, institución denominada Ejército Argentino desde 1922.

## La Independencia

### Invasiones Inglesas
Tras las Invasiones Inglesas, las milicias porteñas incrementaron su tamaño considerablemente alcanzando los 8000 hombres.

### La guerra de la Independencia
La Revolución de Mayo de mayo de 1810 derrocó al virrey Baltasar Hidalgo de Cisneros reemplazándolo con la Primera Junta. Iniciaba así la guerra de la Independencia. El Gobierno lanzó la primera expedición auxiliadora al Alto Perú, a cargo del Ejército del Norte. Tras la derrota en la batalla de Huaqui, el Primer Triunvirato designó comandante de la fuerza a Manuel Belgrano, quien inició la segunda expedición auxiliadora al Alto Perú.

### Guerra del Brasil
En mayo de 1825, el Congreso decidió crear un nuevo ejército, a instancias del gobernador de Buenos Aires Juan Gregorio de Las Heras, con el objetivo de guarecer el río Uruguay por la nueva guerra desatada en Banda Oriental. El Ejército de Observación debía poseer 7600 hombres, provenientes de las provincias y cada una de estas tenía que proporcionar el 1,33 % de su población para formarlo. Las autoridades designaron como general en jefe de la nueva fuerza a Martín Rodríguez, quien en julio partió de San Nicolás de los Arroyos con los primeros 600 hombres. Con la ayuda del general Ricardo López Jordán (padre), el Ejército instaló un campamento en Arroyo del Molino, donde comenzaron a llegar los contingentes de las provincias. De esta manera, se reorganizó el ejército de tierra argentino.

### La Constitución de 1853
La Constitución argentina de 1853 estableció la creación del de cargo de ministro secretario de Guerra y Marina, a cargo del mantenimiento de las fuerzas militares.

## Organización del ejército permanente
Tras la batalla de Pavón del 18 de septiembre de 1861 que dio como resultado la incorporación de la provincia de Buenos Aires y la disolución de la Confederación Argentina, el país inició la organización de un nuevo ejército nacional. Esta vez, basado en los principios militares franceses.
Después de Pavón y la trágica Cañada de Gómez, el gobernador Mitre resolvió transferir al Estado nacional el Ministerio de Guerra y Marina y la Inspección y Comandancia General de Armas, asumiendo la conducción superior de todas las fuerzas militares. En 1865 por la guerra del Paraguay fue organizado el Estado Mayor del comandante en jefe y el Estado Mayor de los cuerpos de ejército. Sin embargo el Estado Mayor General Permanente (el actual Estado Mayor General del Ejército) no fue organizado sino en 1884 en la gestión de Roca.
Los institutos militares cobraron forma con Sarmiento. Por su impulso fue creado por ley del 11 de octubre de 1869 el Colegio Militar, instituto con sede en la residencia del brigadier Rosas en Palermo, designando al primer director, coronel de origen húngaro Juan Czetz, e inaugurando el cursado el 19 de julio de 1870. La primera promoción egresó en 1872. El 5 de octubre de 1872, fue creada la Escuela Naval.
Durante una situación crítica entre Argentina y Chile, el 8 de noviembre de 1878, zarpó de Buenos Aires una expedición comandada por el comodoro Luis Py con rumbo al territorio que posteriormente pertenecería a la provincia de Santa Cruz.
La Armada Argentina fundó su Estado Mayor General el 3 de diciembre de 1890. El 18 de enero de 1881, se creó el cargo de jefe de dicho Estado Mayor. Posteriormente, por Ley N.º 3727 del 10 de octubre de 1898, se crearon los Ministerios de Guerra y de Marina.

### La gestión de Riccheri
El coronel Pablo Riccheri (ministro entre 1900 y 1904) fue el hacedor de la transformación definitiva del ejército. Por ley 4031 sancionada el 5 de abril de 1902 fue establecido el servicio militar obligatorio (SMO), distribuyendo la estructura en ejército de línea (dividido en ejército permanente y ejército de reserva), guardia nacional y guardia territorial. En 1905 para facilitar la movilización fue dividido el territorio en cinco regiones militares (1.ª, 2.ª, 3.ª, 4.ª y 5.ª con asiento en Capital, Bahia Blanca, Paraná, Córdoba y Tucumán, respectivamente). En 1916 se resolvió que cada comandante de región militar se denominara comandante de división de ejército.
La modernización del ejército, que había comenzado con la creación del Colegio Militar y otros organismos, continuó con la Escuela Superior de Guerra, instituto de formación de oficiales superiores, creada el 29 de enero de 1900 en la gestión del teniente general Luis María Campos. Este instituto estaba destinado a tenientes 1.º y capitanes, que egresaban graduados con el título de oficial de Estado Mayor.
Fue creada la Escuela de Caballería en 1904, primer instituto de arma, fundamental para el arma de caballería. A esta medida siguió en 1912 la Escuela Militar de Aviación en El Palomar, y en 1924 las Escuelas de las Armas: la Escuela de Infantería, la Escuela de Artillería y la Escuela de Comunicaciones, en Campo de Mayo.
Bajo la presidencia de Uriburu fue aprobado el Código de Justicia Militar, creado en 1894 y reformado en 1896 por José María Bustillo. El mismo código tuvo sucesivas modificaciones a lo largo de los años.
El segundo Gobierno de Julio Argentino Roca inició una reforma militar basada en el Ejército Imperial Alemán. El Ejército iniciaba su profesionalización imbuido bajo la influencia alemana con el concepto de «la nación en armas». De hecho, en este proceso, cada opinión proveniente de Europa era tenida cuenta por los militares argentinos.

### Las tensiones con Chile
El 28 de mayo de 1902, Argentina y Chile firmaron los pactos de Mayo, que limitarían el poder naval de ambos durante seis años. El 21 de enero de 1903, Argentina disolvió la División Bahía Blanca y desarmó cuatro acorazados. Sin embargo y después de la adquisición de acorazados Dreadnought por parte de Brasil en 1906, Argentina y Chile comenzaron a preocuparse por fortalecer sus fuerzas navales. En 1908, el primero lanzó una licitación para comprar dos acorazados, que fue adjudicada a un astillero de los Estados Unidos de América.

### Actividad posterior
El 13 de diciembre de 1907, se descubrió petróleo en Comodoro Rivadavia. En 1922, se creó la Dirección General de Yacimientos Petrolíferos Fiscales, a cargo del coronel Enrique Mosconi.
En 1915, Argentina, Brasil y Chile habían formado un acuerdo conocido como «pacto ABC» con el objeto de fortalecer la estabilidad en el Cono Sur bajo la supervisión de los EE. UU., que ya se perfilaban como una superpotencia internacional, habiendo triunfado en la Primera Guerra Mundial.
Por resolución del 30 de octubre de 1922 del ministro de Guerra, general de brigada Agustín Pedro Justo, el Ejército Nacional fue denominado en lo sucesivo "Ejército Argentino".
Una de las nociones fundamentales del pensamiento castrense de esta época fue la geografía como referencia para construir un sistema de defensa nacional. En 1929, los profesores militares Juan Pierrestegui y Jorge Crespo, de la Escuela Superior de Guerra, definían al petróleo de Comodoro Rivadavia como un causante de guerras por los «intereses europeos y norteamericanos, sin olvidar las preocupaciones que pueden llegar desde las fronteras territoriales» [sic].

### La Aviación
El 12 de agosto de 1912, el presidente Roque Sáenz Peña fundó la Escuela de Aviación Militar con asiento en El Palomar, provincia de Buenos Aires.
Con fecha 11 de febrero de 1916, se creó el Parque y Escuela de Aeroestación y Aviación de la Armada. Dicho día sería tomado como el día de la fundación de la Aviación Naval.

### La Antártida
La primera campaña antártica naval fue llevada a cabo en 1942.
En 1948, la Flota de Mar realizó un viaje a la Antártida. Un grupo integrado por los cruceros ARA 25 de Mayo y ARA Almirante Brown; y los torpederos Cervantes, Entre Ríos, Misiones, Mendoza, San Luis y Santa Cruz. Las tripulaciones sumaban un total de 3000 hombres, acompañados por los comandantes de Operaciones Navales, Flota Naval y Aviación Naval. Visitaron las islas Orcadas del Sur, el sector norte de la península Antártica y las islas Shetland del Sur. En esta acción se creó el topónimo «mar de la Flota» para el estrecho de Bransfield. También, se instalaron placas recordatorias en los Destacamentos Melchior y Decepción.
El 19 de enero de 1958, un avión naval realizó el primer vuelo directo entre Buenos Aires y la Antártida. El 6 de enero de 1962, dos aviones Douglas C-47 de la Aviación Naval aterrizaron en el polo sur e izaron la bandera de la Argentina.

## El ejército y la industria
La Escuela Superior Técnica, creada el 6 de noviembre de 1930 por iniciativa del teniente coronel ingeniero Nicolás Manuel Savio (un decidido industrialista en una nación agroganadera, y quien convenció a Uriburu), permitió la formación de oficiales ingenieros militares, con dedicación en aspectos técnicos fundamentales. Así, en 1941 (ahora bajo la gestión de Ramírez) nació la Dirección General de Fabricaciones Militares, bajo la dependencia del Ministerio de Guerra, concentrando bajo dirección única las fábricas militares, en lo sucesivo separadas de los arsenales. Enseguida en 1943 surgió Altos Hornos Zapala, en Palpalá, provincia de Jujuy, pueblo alejado donde había descubierto una importante fuente de hierro. En 1947 logró en el Congreso la formación de SOMISA, presentando el Plan Siderúrgico Nacional diseñado por su puño y letra.

## El autoritarismo

### Golpe de Estado de 1930
El 6 de septiembre de 1930, el teniente general José Félix Uriburu ejecutó el primer golpe de Estado en Argentina del siglo XX, derrocando a Hipólito Yrigoyen.

### Revolución de 1943

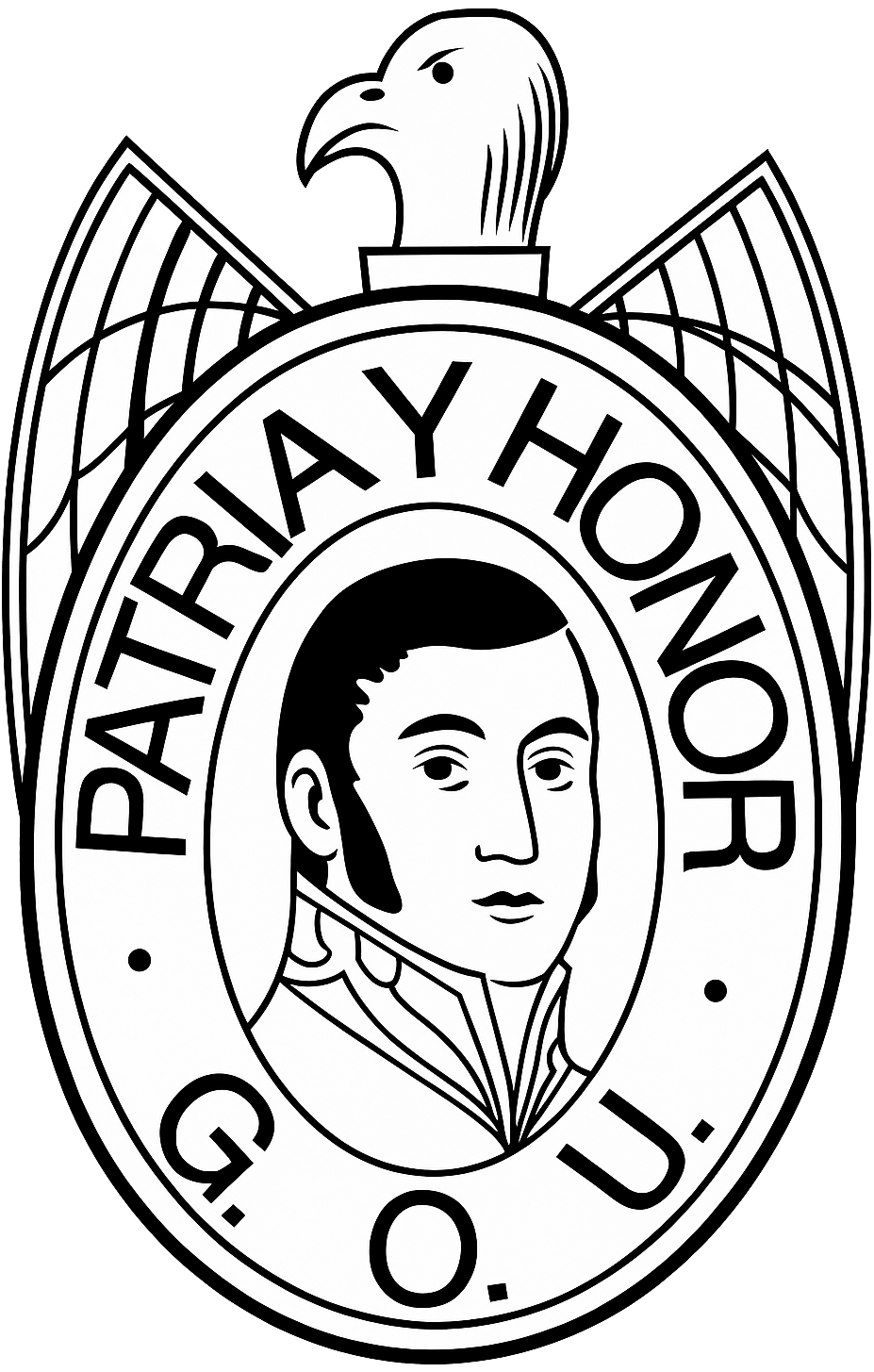
El escudo del GOU se forma con un cóndor y una figura de José de San Martín.

Entre los militares argentinos existían dos posiciones principales respecto de la Segunda Guerra Mundial. Una representada por Agustín Pedro Justo que pechaba a favor de los Aliados y otra, llamada nacionalista, que propugnaba por actuar a favor del Eje. En ese contexto, el 4 de junio de 1943, el Grupo de Oficiales Unidos (GOU) ejecutó un golpe de Estado que derrocó a Ramón S. Castillo.
La reforma constitucional argentina de 1949 dividió la administración de los recursos militares en cuatro ministros secretarios: de Ejército, de Marina, de Aeronáutica y de Defensa Nacional.

## El peronismo y la "Libertadora"
El intento de golpe por el general de división Benjamín Andrés Menéndez el 28 de septiembre de 1951 (la "chirinada" como la calificó Perón) decidió a la superioridad tomar cartas en el asunto. Apenas pudo sublevar la Escuela de Caballería y el C8 y no tuvo más opción que rendirse al jefe de la represión, general Ángel Ovidio Solari.
El bombardeo del 16 de junio es uno de los hechos más trágicos de la historia militar. El ataque por la Aviación Naval y la Infantería de Marina a la Casa de Gobierno y la Plaza de Mayo causando la muerte de 308 civiles. Perón sobrevivió refugiado en el Ministerio de Ejército. Su caído llegó tres meses después, cuando el general de división Eduardo Lonardi y el contraalmirante Isaac Rojas impusieron la «Revolución Libertadora».
La victoria de la Revolución cubana en 1959 impulsó la lucha armada en América Latina. En ese mismo año, surgió el primer grupo guerrillero operativo en Argentina: el Movimiento Peronista de Liberación-Ejército de Liberación Nacional (MPL-ELN), también conocido como «los Uturuncos». Fue el primero de un conjunto al que luego se incorporarían el Ejército Guerrillero del Pueblo, las Fuerzas Armadas Peronistas, el Frente Argentino de Liberación, Montoneros, el Ejército Revolucionario del Pueblo y las Fuerzas Armadas Revolucionarias.
Desde 1955, los distintos Gobiernos argentinos intentaron acabar con las manifestaciones sociopolíticas producidas por la proscripción del peronismo —materializada en la resistencia peronista— y las consecuencias de los planes económicos. Las Fuerzas Armadas justificaron con esto la adopción de la doctrina de la seguridad nacional confeccionada por los Estados Unidos de América, que concebía que los países de América Latina se veían enfrentados a un enemigo comunista fronteras adentro, especialmente luego del triunfo de la Revolución cubana. En lugar de intervenir de modo directo, los EE. UU. daban las herramientas a los militares latinoamericanos para acabar con «el enemigo» por sus propios medios. Esto lo hacía con la Escuela de las Américas, entre otras cosas. Los militares estadounidenses también recomendaban a los ejércitos locales realizar tareas de acción social definidas como «acción cívica», con el fin de mostrar interés por la desigualdad social ante los sectores potencialmente revolucionarios.
El 13 de junio de 1958, el flamante Gobierno constitucional de Arturo Frondizi puso en funciones la Ley Orgánica de Ministerios n.º 14 439. Dicha norma minimizó los ministerios de Guerra, de Marina y de Aeronáutica transformándolas en las secretarías de Guerra, de Marina y de Aeronáutica, respectivamente.
En 1960, el presidente Arturo Frondizi creó el Plan CONINTES, que habilitó a las FF. AA. reprimir las huelgas obreras. Más de 1000 trabajadores fueron condenados por «terrorismo».

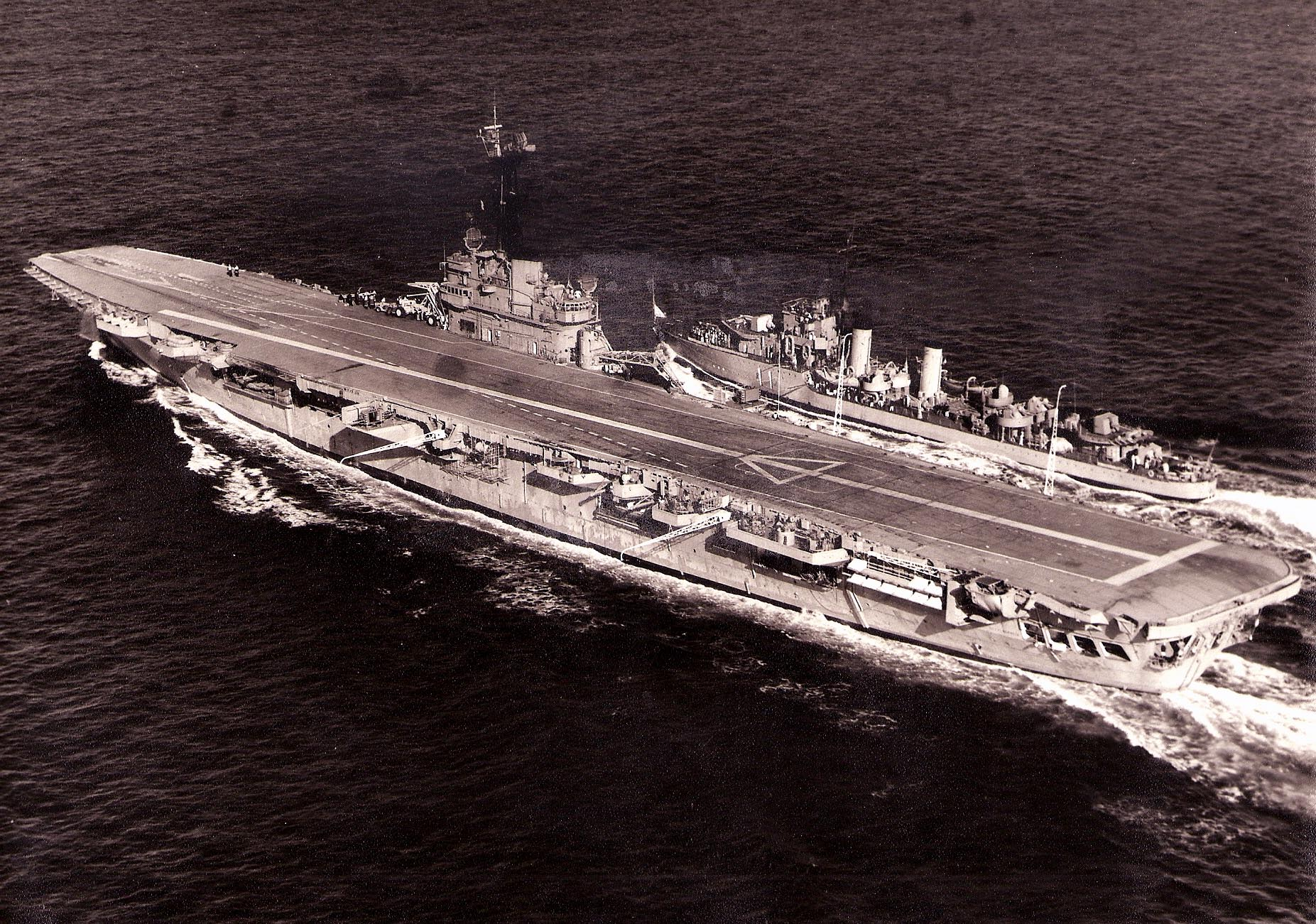
El portaviones ARA Independencia en navegación junto al destructor ARA Misiones en 1965.

La Flota de Mar incorporó su primer portaviones, el ARA Independencia (ex-HMS Warrior), en 1958.
En 1958, Argentina inauguró su participación en misiones de paz bajo el mandato de la Organización de las Naciones Unidas. La primera misión fue el Grupo de Observación de las Naciones Unidas en Líbano (siglas en idioma inglés: UNOGIL). Luego, un grupo de pilotos de la Fuerza Aérea Argentina integró Estados Mayores y escuadrones de transporte de la Operación de Naciones Unidas en el Congo (ONUC). En 1967, otros militares argentinos compusieron el Organismo de las Naciones Unidas para la Vigilancia de la Tregua (UNTSO).

### "Revolución Argentina"
El penúltimo golpe de Estado exitoso de la historia se produjo el 28 de junio de 1966, cuando la Junta Revolucionaria asumió el Poder Ejecutivo Nacional derrocando al presidente Arturo Umberto Illia, elegido democráticamente en 1963. Argentina inició un período histórico gobernado por una dictadura autodenominada «Revolución Argentina». El 29 de junio, el general Juan Carlos Onganía asumió la Presidencia.
La dictadura diseñó una nueva Ley de Defensa Nacional (n.º 16 970) que reemplazó la que regía desde 1948. La nueva norma estaba imbuida en las nociones de la doctrina de la seguridad nacional dictada por los Estados Unidos de América. Esta nueva concepción de la defensa nacional implicó la militarización de la seguridad interior mediante organizaciones como el Consejo de Seguridad Nacional.
El 23 de septiembre de 1966, Onganía confeccionó una nueva Ley Orgánica de Ministerios (n.º 16 956), que transfirió las competencias de las secretarías de Guerra, de Marina y de Aeronáutica al Comando en Jefe del Ejército, al Comando de Operaciones Navales y al Comando en Jefe de la Fuerza Aérea, respectivamente. En cambio, el Ministerio de Defensa Nacional permaneció en funciones.
Fue en esta época en que las organizaciones armadas crecieron significativamente. Montoneros sorprendió a las Fuerzas Armadas y la sociedad con el secuestro y posterior ejecución del exdictador Pedro Eugenio Aramburu por parte en 1970. Esto, junto al Cordobazo de 1969, causó la caída del dictador Onganía, quien fue reemplazado por Roberto Marcelo Levingston. Este militar gobernó hasta 1971 para ser reemplazado por Alejandro Agustín Lanusse, que gobernó hasta el fin de la dictadura en 1973.
El 4 de noviembre de 1968, el crucero ligero ARA General Belgrano (ex-USS Phoenix) realizó el primer lanzamiento de misiles de las Fuerzas Armadas argentinas. Ese día, el buque disparó un misil superficie-aire Sea Cat de procedencia británica.

## El tercer peronismo y el "Proceso"
Pese a los intentos de los Gobiernos de Héctor José Cámpora y Juan Domingo Perón de mantener a las Fuerzas Armadas alejadas de la seguridad interior, la violencia empeoró progresivamente.
En 1975 escaló la guerra de las organizaciones guerrilleras, en particular el ERP. Sobrevino el asalto al Comando de Sanidad el 6 de septiembre de 1973, y el asalto a la guarnición de Azul (con la muerte de su jefe y subjefe) el 20 de enero de 1974. Seguidamente, ataques simultáneos en la fábrica militar de Villa María y el RI Aerot 17 de Catamarca. Así, en febrero de 1975 comenzó el Operativo Independencia, al mando del general de brigada Acdel Vilas, comandante de la V Brigada.
El 14 de febrero ocurrió el primer combate en el Río Pueblo Viejo, al que siguieron Manchalá (27 de mayo) y Potrero Negro (5 de septiembre) y finalmente el feroz combate en Acheral (10 de octubre), que terminó con la derrota casi total del ERP. La columna de Montoneros (que había permanecido casi al margen en Tucumán) atacó el RI Mte 29 de Formosa el 5 de octubre.
Las FF. AA., en especial el Ejército Argentino, continuaron la preparación de su plan represivo con la confección de un reglamento para «operaciones contra elementos subversivos», hecho por la Jefatura III-Operaciones del Estado Mayor General del Ejército. El reglamento se basaba en la experiencia recogida por los militares franceses en la guerra de la Independencia de Argelia y la guerra de Indochina, además de los estadounidenses en la guerra de Vietnam. Los militares recalcaba que la llamada «subversión» había surgido a partir del marxismo y del peronismo (este último citado como «orientaciones políticas nacionales»). Y consideraban que los «subversivos» ejecutaban un ataque contra la totalidad del Estado, en todas sus esferas: política, económica, social, cultural e inclusive moral.
También, este reglamento militar negaba la condición de prisionero de guerra a los miembros de la «subversión».
El 23 de diciembre de 1975 irrumpió el asalto al arsenal de Monte Chingolo (en pleno Gran Buenos Aires) por el ERP, el mayor ataque en la historia de la lucha armada, y el que marcó el fin del ERP como fuerza militar. El enfrentamiento causó la muerte de 62 atacantes y siete defensores.

### "Proceso de Reorganización Nacional"
El 24 de marzo de 1976, las Fuerzas Armadas en conjunto ejecutaron el último golpe de Estado exitoso de la historia argentina. Los militares, con apoyo civil, derrocaron al Gobierno de María Estela Martínez de Perón —vigente desde 1974— e iniciaron un propio gobierno que se autodenominó «Proceso de Reorganización Nacional», encabezado por la Junta Militar compuesta por Jorge Rafael Videla, Emilio Eduardo Massera y Orlando Ramón Agosti.

## Campaña de Malvinas
Cuando la Junta Militar decidió recuperar las Islas Malvinas (ocupadas por el Reino Unido desde 1833) el 2 de abril de 1982, la Argentina vio el primer conflicto internacional desde la guerra del Paraguay. El Ejército, dividido en dos teatros de operaciones (en Malvinas y el sur), se halló en un entusiasmo y emoción por la recuperación, considerada un acto de justicia.
Sin embargo, el ejército no había solucionado los problemas de adiestramiento, movilización y aprestos puestos de manifiesto en la "casi guerra" con Chile. La superioridad, más preocupada por el gobierno que por los asuntos que le incumbían, había relajado las exigencias. Así, la guerra lo encontró con poco avance en este sentido.
Después de cumplida la Operación Rosario, con fuerzas de la Infantería de Marina y el Ejército (con apoyo de la Fuerza Aérea), el gobierno militar decidió el despliegue de mayores fuerzas en las Islas Malvinas.
La X Brigada de Infantería (general de brigada Oscar Jofre) y más tarde la III Brigada de Infantería (general de brigada Omar Parada) conformaron respectivamente la Agrupación Ejército "Puerto Argentino" y la Agrupación Ejército "Litoral". Esta última estuvo a cargo de la defensa de la Gran Malvina, aunque su comandante permaneció en la otra isla. El general de brigada Mario Benjamín Menéndez asumió como comandante de la guarnición militar de Malvinas.
Como refuerzo, el Colegio Militar y las Escuelas de Suboficiales "Sargento Cabral" y "General Lemos" de Campo de Mayo dieron por terminados los cursados de los cadetes y aspirantes del último año, que egresaron como subtenientes y cabos "en comisión", que completaron las unidades y subunidades independientes.
La guerra impuso una dura resistencia por parte del Ejército junto con la Infantería de Marina. Después de la batalla de Pradera del Ganso (28 y 29 de mayo), el primer enfrentamiento terrestre, los británicos prepararon su avance hacia Puerto Argentino. Así, el asalto final ejecutado el 11 de junio, comenzó con el combate en el monte Longdon, monte Harriet y Dos Hermanas, y seguidamente, el combate en Wireless Ridge, el monte Tumbledown, monte William y Sapper Hill.
Hubo 649 bajas: 195 de Ejército, 391 de la Armada (323 del crucero General Belgrano), 55 de la Fuerza Aérea, siete de la Gendarmería y dos de la Prefectura.

## Después de Malvinas
El Gobierno de Raúl Alfonsín llevó a cabo una política de derechos humanos que redujo considerablemente el poder militar disminuyendo el presupuesto de defensa, entre otras medidas.
El fracaso económico, militar y político de las Fuerzas Armadas argentinas durante el Proceso de Reorganización Nacional es reflejado en un estigma sobre las instituciones militares que motivan a la sociedad a cuestionar el papel y la utilidad de estas. La falta de respuesta a este interrogante sumada a la sustracción del presupuesto de defensa configuran un panorama muy negativo.
El Gobierno de Argentina renovó el dispositivo jurídico de la defensa sobre la base de la Constitución de la Nación Argentina y su reforma de 1994. En 1988, el Gobierno renovó la Ley de Defensa Nacional (n.º 23 554) desechando completamente de la doctrina de la seguridad nacional vigente desde 1966. Esta ley también fortaleció el poder del presidente de la Nación en la conducción estratégica militar eliminando los cargos de comandante en jefe en las Fuerzas Armadas y otorgó mayor relevancia al ministro de Defensa y al jefe del Estado Mayor Conjunto de las Fuerzas Armadas. Esta ley sería reglamentada en 2006 por el presidente Néstor Kirchner con el decreto n.º 727. Siguiendo el proceso, en 1995, la combinación de las exigencias militares de la época y circunstancias sociopolíticas del país forzaron la sustitución del servicio militar obligatorio —vigente desde 1901— por el servicio militar voluntario. En 1998, se sancionó una ley de reestructuración de las Fuerzas Armadas con el fin racionalizar los recursos.
En los inicios del siglo XXI, Argentina realizó sus últimos movimientos para desechar completa y definitivamente sus hipótesis de conflicto con la República de Chile. En 2007, fue creada la Fuerza de Paz Binacional Cruz del Sur con el fin de mantener comunicación permanente entre las Fuerzas Armadas argentinas y las Fuerzas Armadas de Chile.

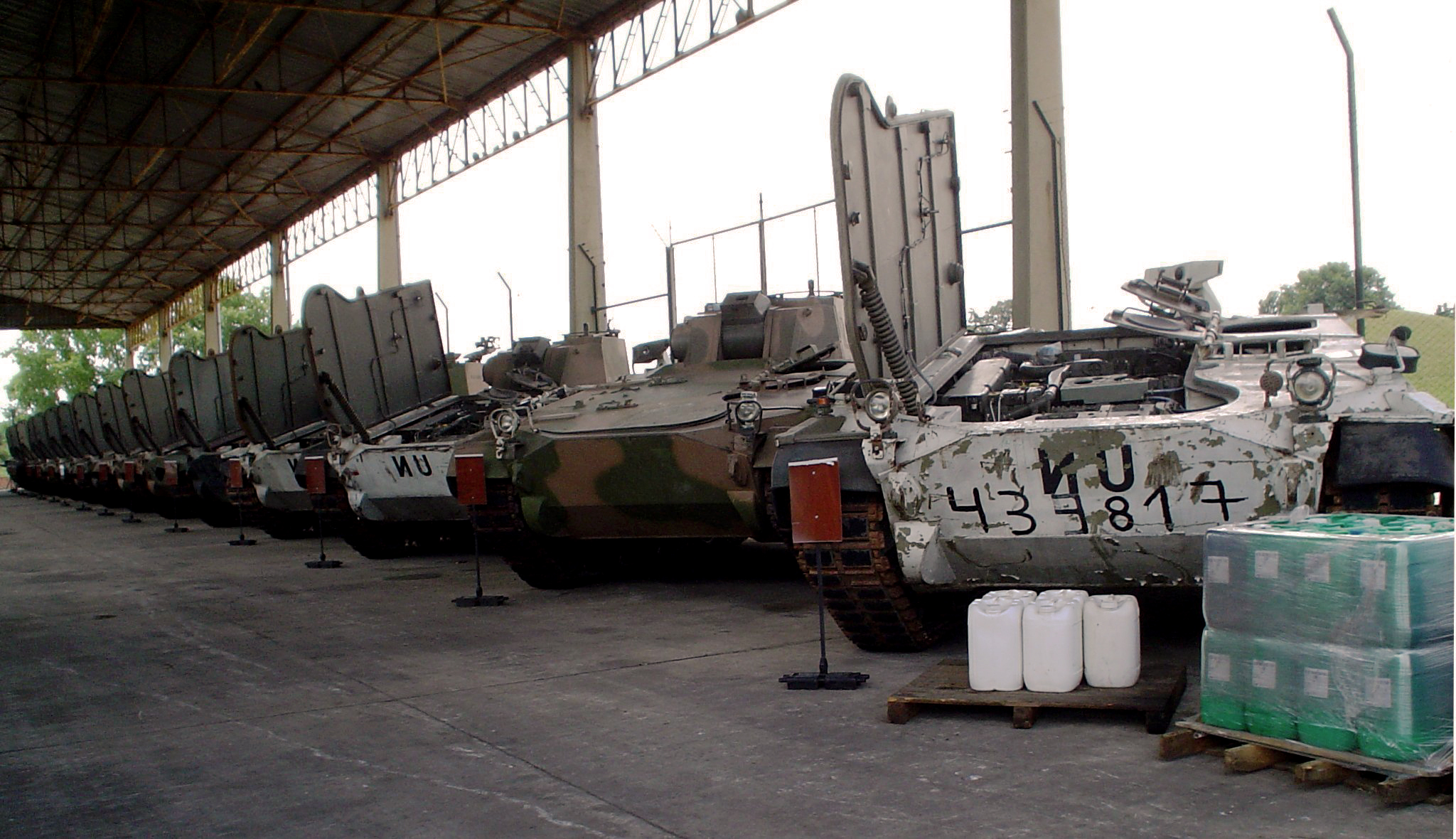
Vehículos militares argentinos con la correspondiente pintura blanca de la ONU.

Entre 1990 y 2001, Argentina participó en 27 operaciones de mantenimiento de la paz. El porcentaje del PIB asignado a la defensa pasó del 4,1 % en 1983 al 1,9 % en 1989. La primera inició en 1992 con el envío del Batallón Ejército Argentino (BEA) para integrar la Fuerza de Protección de las Naciones Unidas (siglas en idioma inglés: UNPROFOR). La unidad fue destinada a Croacia para vigilar la desmilitarización del territorio de Yugoslavia que luego pertenecería a Croacia y Bosnia y Herzegovina. Al año siguiente, el país comenzó a enviar soldados a Haití, lo cual se mantuvo permanentemente hasta la década de 2010. Asimismo, incrementó el número de militares argentinos en misiones de paz de 70 a 1400 entre 1991 y 1994.
En 1995, Argentina creó el Centro Argentino de Entrenamiento Conjunto para Operaciones de Paz (CAECOPAZ), el primero de su tipo en el continente americano. En el mismo año, Argentina contribuyó a la pacificación entre Perú y Ecuador por la guerra del Cenepa en la Misión de Observadores Militares Ecuador-Perú.
Durante las Presidencias de Néstor Kirchner y Cristina Fernández de Kirchner, el Gobierno argentino apostó por una política de multilateralismo con los países pertenecientes al Mercosur que se consagró con la formación de la Unión de Naciones Suramericanas (Unasur).
En este contexto, el Ministerio de Defensa ha manifestado su interés en aplicar una perspectiva de género en la defensa, especialmente, en las operaciones de la ONU. En 2012, año de máxima demanda de personal en Haití, el personal femenino representó el 2,51 % en las tropas y el 7,58 % en la policía. Para 2019, la participación alcanzaba un 5 %.
Las Fuerzas Armadas argentinas habilitaron el ingreso de personal femenino a principios de la década de 1980 pero solamente en el Cuerpo Profesional (pudiendo en la Armada y la Fuerza Aérea el ingreso al Cuerpo Comando como suboficiales). Luego, entre 1996 y 1997 el Ejército Argentino habilitó la inscripción de mujeres en todos los cuerpos y escalafones. Este paso lo harían la Armada y la Fuerza Aérea recién entre 2001 y 2002.

## ElsigloXXI
En 2001, el jefe de la Armada Argentina, Joaquín Stella habilitó el uso de la barba candado para los oficiales y suboficiales que ostentaban los rangos de capitán de corbeta y suboficial principal o superiores. Hasta entonces, esto estaba permitido solo para los submarinistas. A la sazón, el último militar argentino que había portado barba era Juan Pablo Sáenz Valiente, cuando era capitán de navío.En 2014, el Ministerio de Defensa creó el Comando Conjunto de Ciberdefensa bajo la dependencia del Estado Mayor Conjunto de las Fuerzas Armadas.

#### Libros
- Águila, Gabriela; Garaño, Santiago; Scatizza, Pablo (2016). Representación estatal y violencia paraestatal en la historia reciente argentina: Nuevos abordajes a 40 años del golpe de Estado (PDF). La Plata, Argentina: Universidad Nacional de La Plata. ISBN 978-950-34-1308-1.
- Bamio, José R.; Dárrichon, Raúl (2014). Efemérides Navales (PDF) (Tercera edición). Buenos Aires: Departamento de Estudios Históricos Navales. Consultado el 16 de octubre de 2020.
- Míguez, María Cecilia (2013). «¿Anticomunistas, antiestatistas, antiperonistas? La “nacionalización” de la doctrina de la seguridad nacional en la Argentina y el golpe de Estado de 1966» (PDF). Revista SAAP 7 (1). ISSN 1666-7883.
- Libro Blanco de la Defensa 2015 (1.ª edición). Buenos Aires: Ministerio de Defensa. 2015. ISBN 978-987-3689-22-2.

#### Publicaciones
- Bóveda, Jorge R. (2011). «Diplomacia de los acorazados: 1904-1915» (PDF). Boletín del Centro Naval (Buenos Aires: Centro Naval) (831). ISSN 0009-0123.
- Camilli, Gabriel Aníbal (2006). «La infantería montada en la primera mitad del siglo XX» (PDF). Escuela Superior de Guerra (Buenos Aires: Escuela Superior de Guerra) (559/660). Archivado desde el original el 2 de abril de 2022. Consultado el 20 de octubre de 2020.
- Cornut, Hernán (2017). «Pensamiento, profesionalización militar y conflicto en el ámbito del ABC a principios del siglo XX». PolHis (20). ISSN 1853-7723.
- Di Meglio, Gabriel (2018). «Un ejército de muchos nombres. La difícil formación de las fuerzas militares rioplatenses en la guerra entre las Provincias Unidas y el Imperio del Brasil» (PDF). Claves. Revista de Historia 4 (7). ISSN 2393-6584.
- Harari, Emilio Fabián (2013). «La organización miliciana en Buenos Aires (1810-1820): creación, reclutamiento y elección de oficiales». Temas Americanistas (Universidad de Sevilla) (31). ISSN 1988-7868. Consultado el 21 de octubre de 2020.
- Pontoriero, Gustavo A. (2012). «Fuerzas Armadas y desarrollo energético en la Argentina: el papel de la Marina de Guerra en la primera mitad del siglo XX». Revista de historia de la industria, los servicios y las empresas en América Latina (10). ISSN 1851-703X. Consultado el 21 de octubre de 2020.
- Soprano, Germán (2019). «El servicio de sanidad militar en el proceso de modernización, burocratización y profesionalización del Ejército Argentino». Salud Colectiva. ISSN 1669-2381.
- Valdivieso, Cristian Daniel (2019). «Argentina y las operaciones de paz: del pionerismo al compromismo con la MINUSTAH». Revista de Estudos Internacionais (10) (3). ISSN 2236-4811. Consultado el 7 de octubre de 2020.

- Datos: Q6857551
- Multimedia: Military history of Argentina / Q6857551